# Godfried III van Châteaudun
Godfried III van Châteaudun (overleden in 1145) was van 1110 tot aan zijn dood burggraaf van Châteaudun. 

## Levensloop
Godfried III was de zoon van burggraaf Hugo III van Châteaudun en diens echtgenote Agnes, dochter van heer Foucher van Fréteval. In 1110 volgde hij zijn vader op als burggraaf van Châteaudun. 
Hij huwde met Helvise, dochter en erfgename van heer Ilbert Payen van Mondoubleau. Het huwelijk resulteerde in een significante stijging van de bezittingen van het huis Châteaudun. Ook geraakte hij in dispuut met zijn neef, heer Urso van Fréteval, wat in 1136 tot Godfrieds gevangenzetting leidde. Uiteindelijk kon hij bevrijd worden door zijn zoon Hugo en graaf Godfried III van Vendôme. Tevens had hij goede banden met de kerk van Saint-Léonard de Bellême. 
Godfried was een belangrijke figuur in de stichting van de Orde van de Tempeliers. Toen de Tempeliers zich tussen 1128 en 1130 in Arville, schonk hij hen 2.500 acre bosgronden. Op deze grond werd de Commanderie van Arville gebouwd, een trainingsbasis voor Tempeliers die voorbereid werden op hun vertrek naar Palestina.
Aan het einde van zijn leven raakte Godfried in conflict met de abdij van Tiron Sainte-Trinité, waardoor hij in 1145 door Godfried II van Lèves, de bisschop van Chartres, werd geëxcommuniceerd. Toen Godfried III later dat jaar stierf, droeg hij op zijn sterfbed een monnikenhabijt van de abdij van Tiron, om op die manier vrede te sluiten met de abdij en de bisschop. Hij werd burggraaf van Châteaudun opgevolgd door zijn zoon Hugo IV. 

## Nakomelingen
Godfried III en zijn echtgenote Helvise kregen volgende kinderen:
- Hugo IV (overleden in 1180), burggraaf van Châteaudun
- Alpais (overleden na 1134)
- Heloise (overleden na 1129)
- Hubert Payen (overleden na 1145)
- Willem
- Mathilde (overleden in 1154/1156), huwde met Mathieu II de Beaumont, grootkamerheer van Frankrijk